# 和平宫
和平宫（荷蘭語：Vredespaleis），创建于1913年8月28日，位于荷兰海牙，被认为是国际法之都，国际法院（联合国的主要司法机构）和常设仲裁法院以及海牙国际法学院均坐落此处。和平宫还有藏书极为丰富的和平宫图书馆。2014年4月8日被授予欧洲文化遗产称号。

## 艺术

来自世界各地的和平倡导者的雕像、半身像和肖像
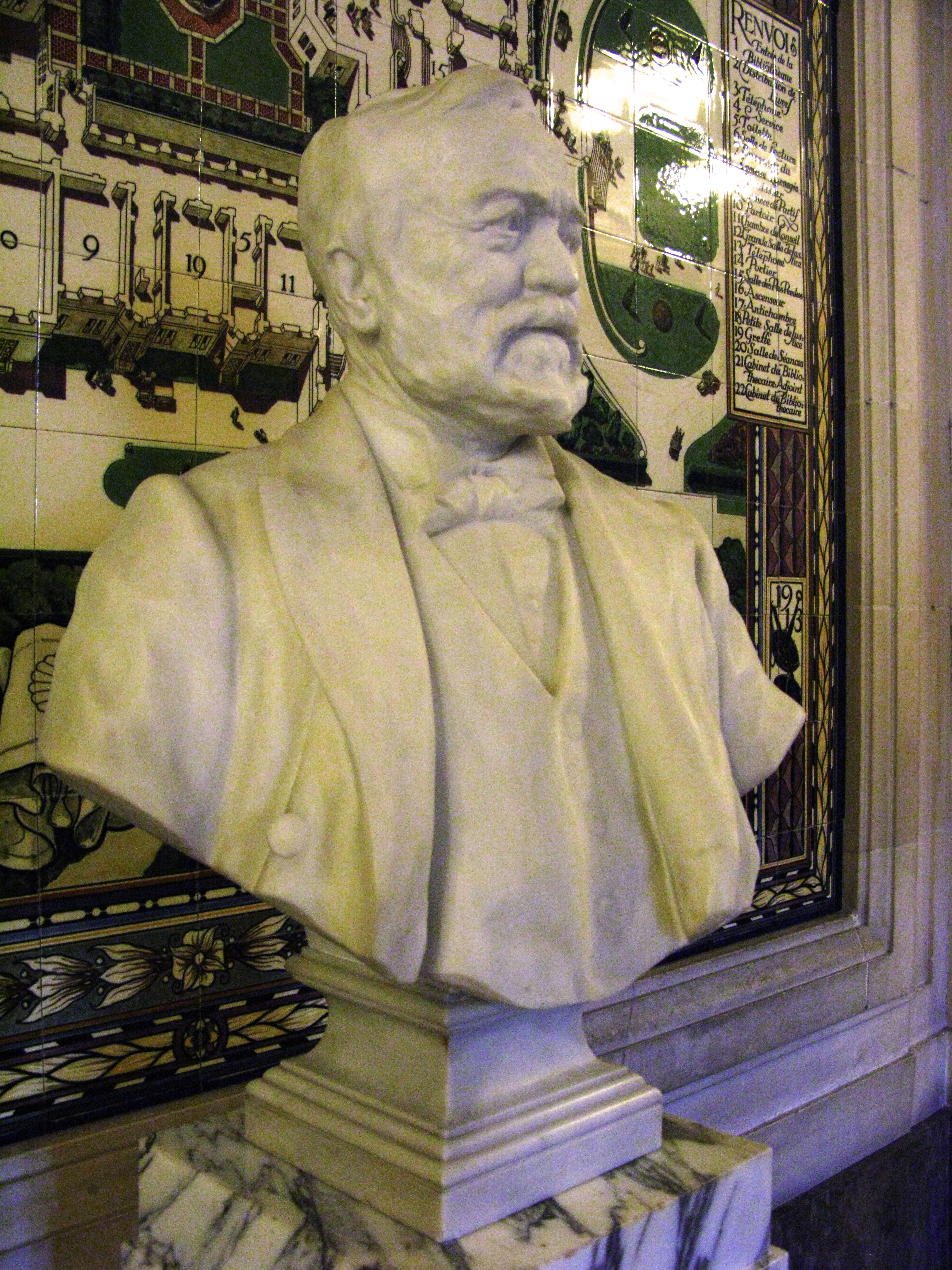
安德魯·卡內基
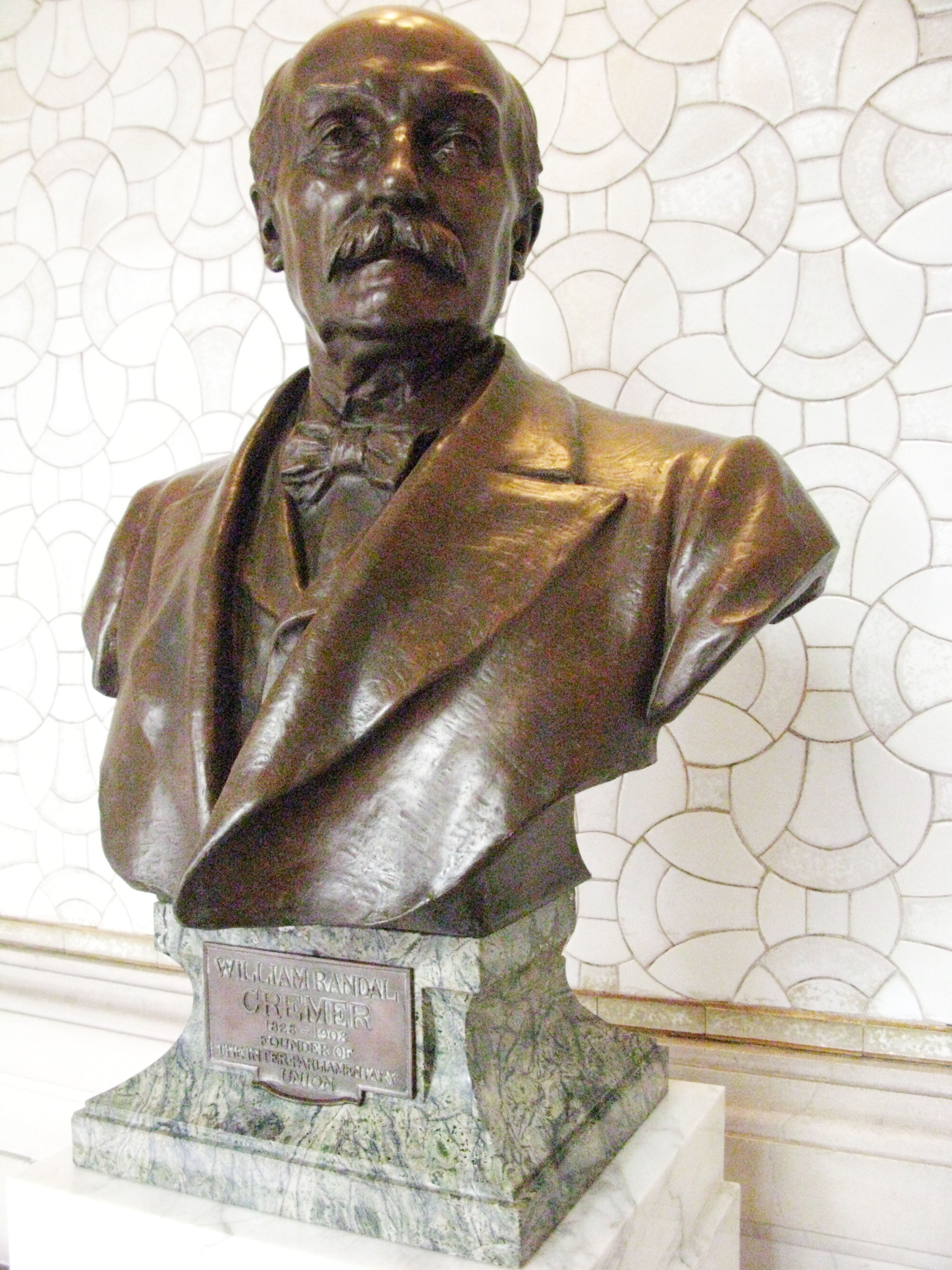
蘭德爾·克里默
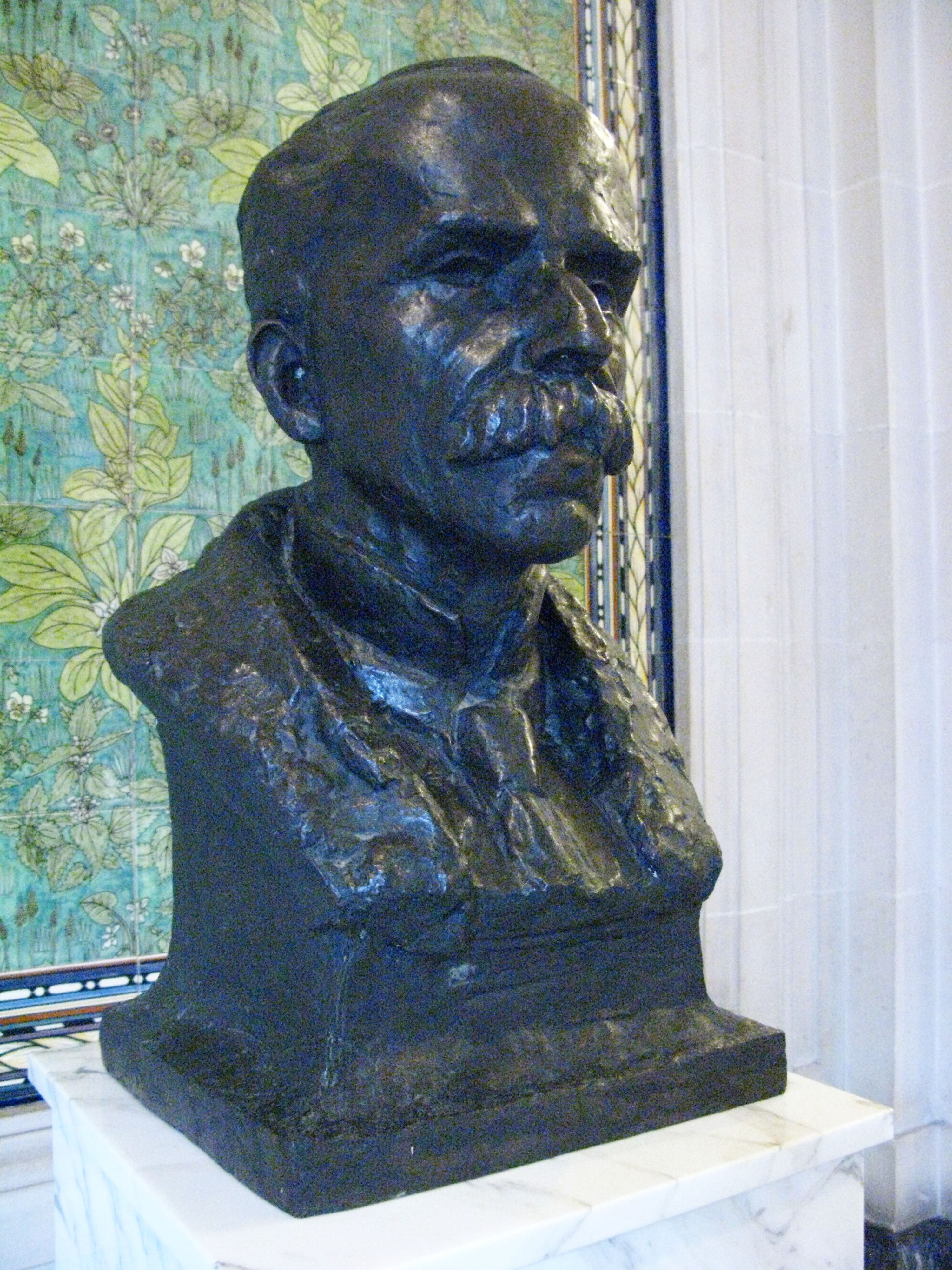
鲁伊·巴尔博扎（英语：Ruy Barbosa）
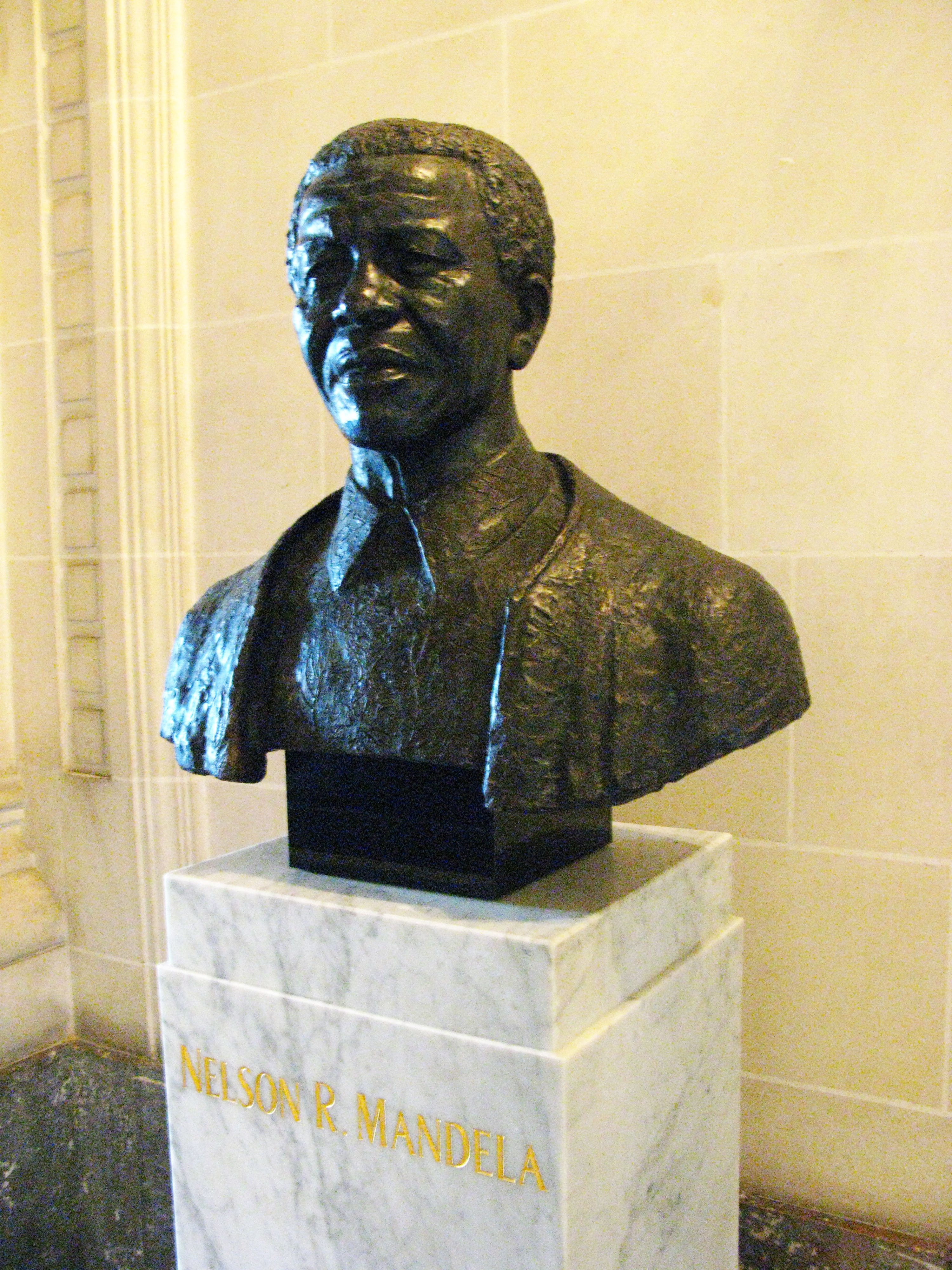
納爾遜·曼德拉
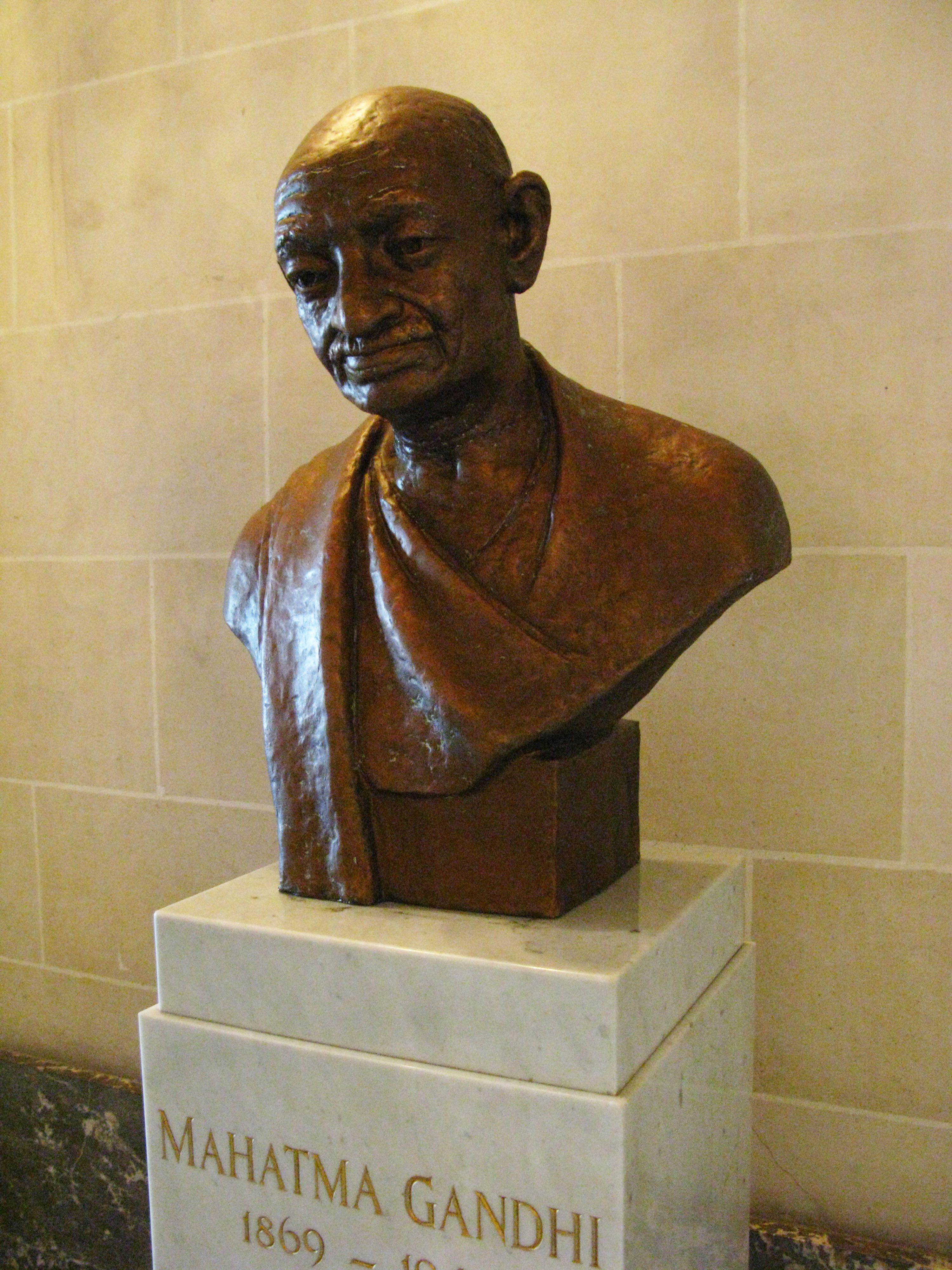
聖雄甘地
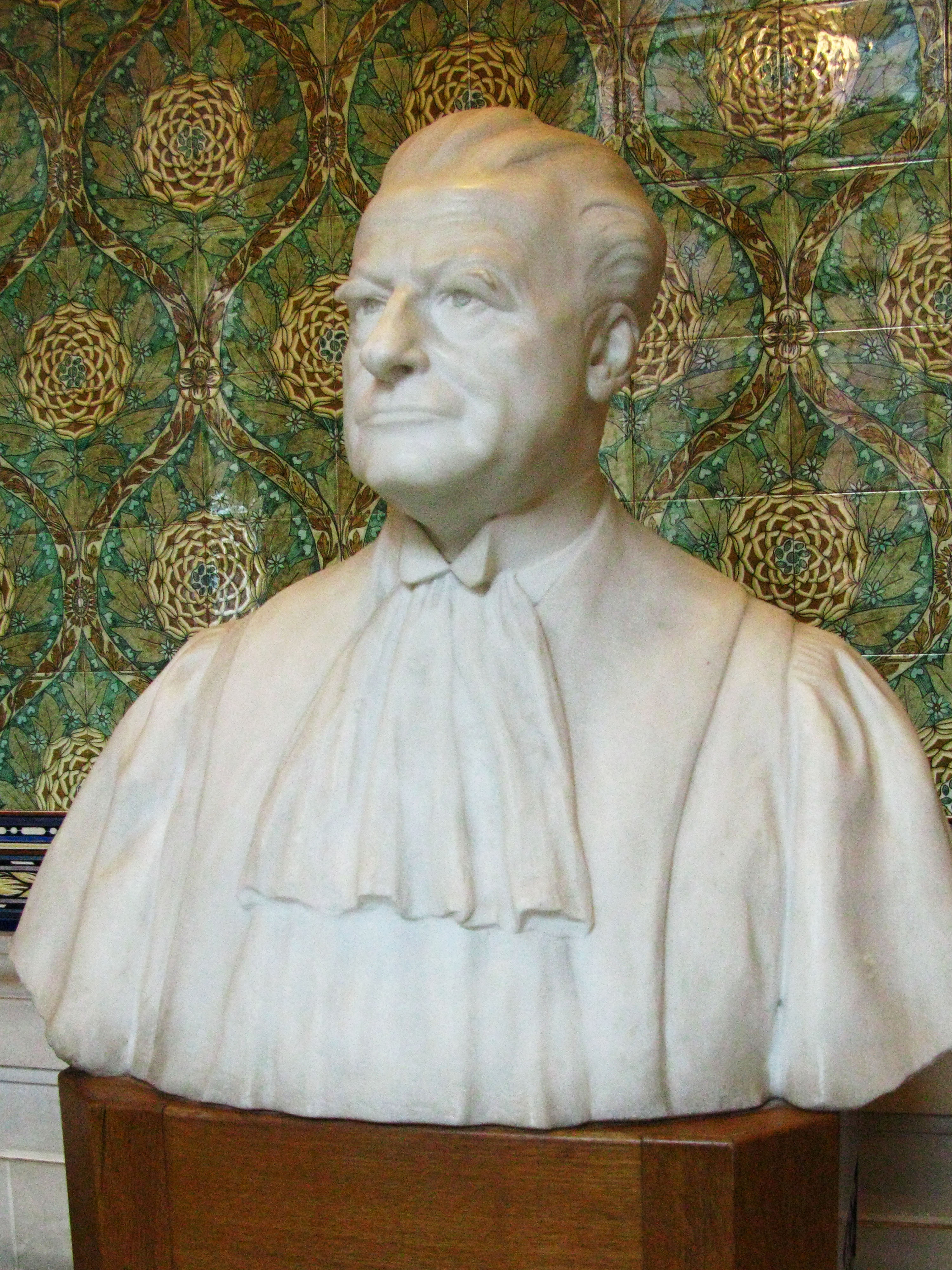
贝尔纳德·洛德（英语：Bernard Loder）
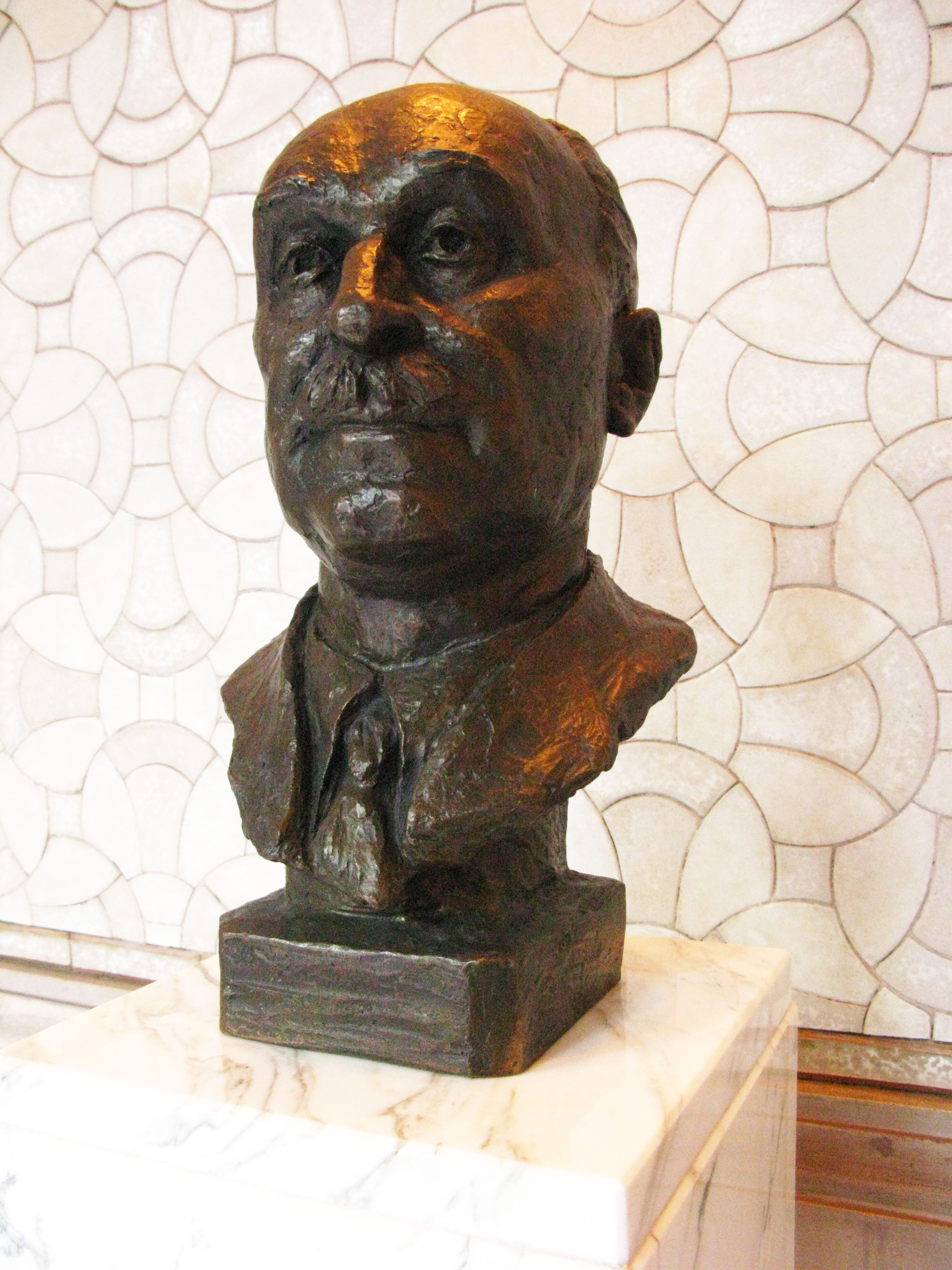
讓·莫內
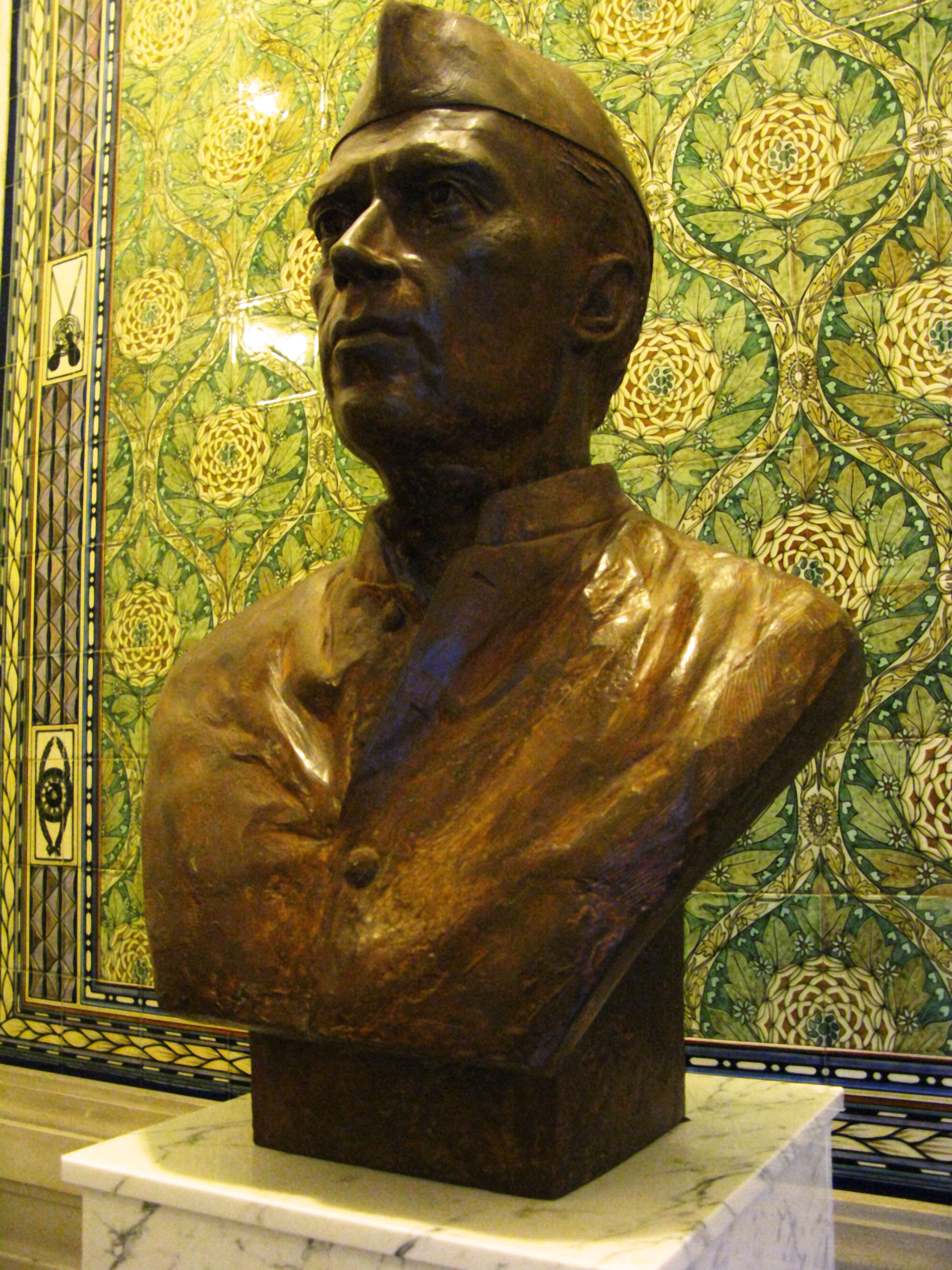
賈瓦哈拉爾·尼赫魯

## 進駐者
- 常設仲裁法院（1913年－至今）
- 常設國際法院（1922年－1946年），國際聯盟的司法機構。
- 國際法院（1946年－至今），聯合國的司法機構。
- 卡內基基金會 (荷蘭)（英语：Carnegie Foundation (Netherlands)）（1913年－至今）
- 和平宮國際法圖書館（1913年－至今）
- 海牙國際法學院（1923年－至今）